# Rudolf von Arps-Aubert
Rudolf von Arps-Aubert (* 10. April 1894 in Halle (Saale); † Ende 1946 in Bautzen) war ein deutscher Kunsthistoriker.

## Leben

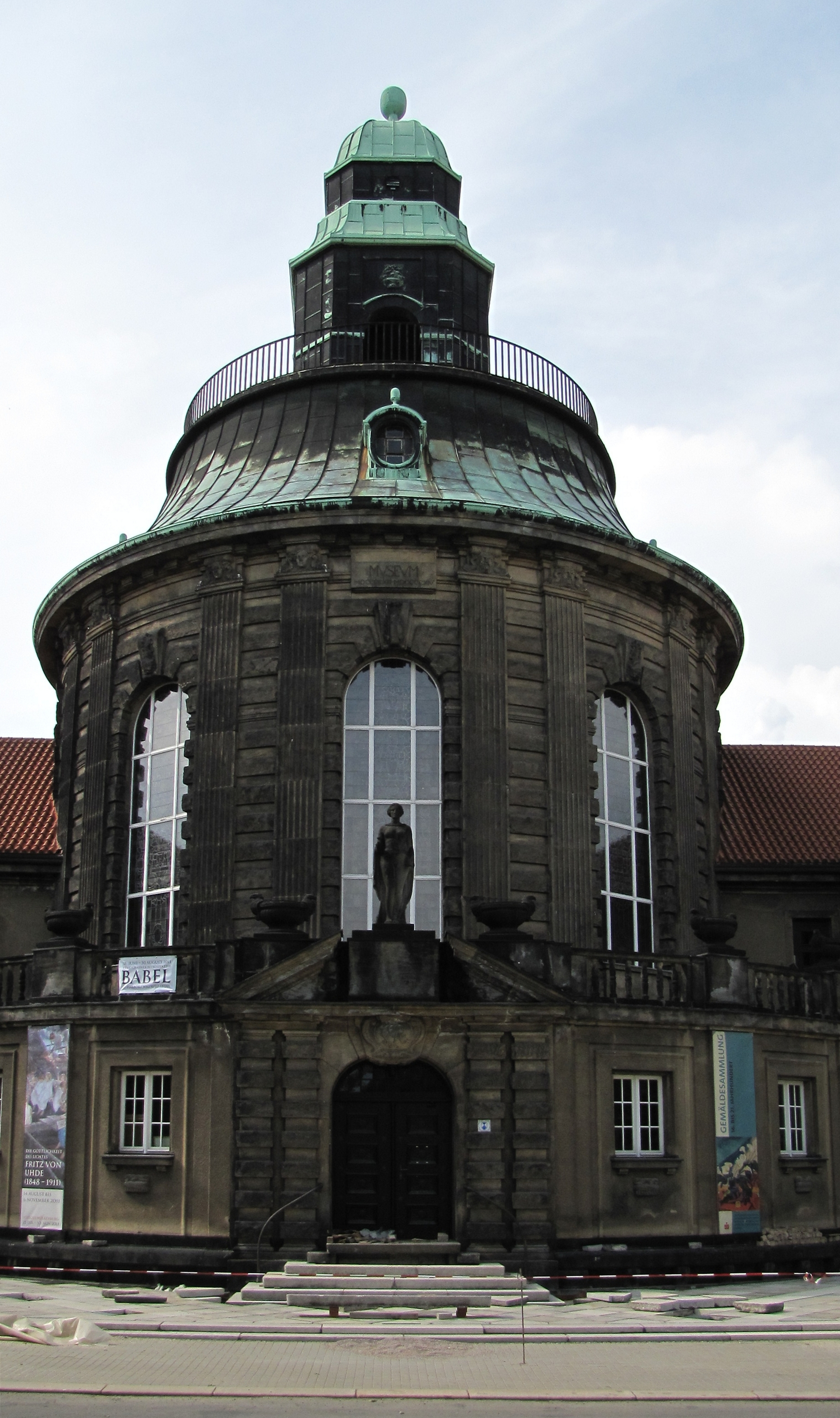
Museum in Zwickau

Arps-Aubert war der Sohn eines 1912 geadelten Geheimen Konsistorialrats und wuchs in vermögenden Verhältnissen auf. Nach dem Schulbesuch in Berlin-Lichterfelde, einem nicht abgeschossenen Studium der Rechtswissenschaften und dem Kriegsdienst als Unteroffizier im Ersten Weltkrieg war er zunächst als Bankangestellter tätig. Ab 1929 studierte er Kunstgeschichte an der Universität Halle und schloss dieses Studium 1931 mit seiner Promotion zum Dr. phil. ab. Thema seiner Dissertation war die Entwicklung des Tierbilds bei dem niederländischen Barockmaler Paulus Potter. Von 1932 bis 1936 war er wissenschaftlicher Mitarbeiter des Grünen Gewölbes in Dresden. Seine Karriere im Kulturbereich wurde durch den Sicherheitsdienst (SD), dessen Informant er in Sachsen war, aktiv befördert. Zum 1. Mai 1933 trat er in die NSDAP ein (Mitgliedsnummer 2.454.113), er war Schulungsleiter und Blockwart. 1936 wurde er als Nachfolger von Sigfried Asche Direktor des König-Albert-Museums in Zwickau. Bereits vor dem Tod des schwer erkrankten Direktors des Grünen Gewölbes Erich Haenel bemühte er sich ausweislich seiner SD-Personalakte um dessen Nachfolge in Dresden und erfuhr in dieser Richtung die volle Unterstützung des SD. Als Kenner barocker Möbel und ehemaliger Mitarbeiter in Dresden schien er auch seinem Netzwerk im SD durchaus geeignet. Die Stelle von Haenel in Dresden wurde jedoch nach seinem Tod 1940 während des Zweiten Weltkrieges nicht neu besetzt. 1945 wurde von Arps-Aubert als Direktor in Zwickau entlassen. Er starb Ende 1946 im sowjetischen Speziallager Nr. 4 in Bautzen.

## Schriften
- Die Entwicklung des reinen Tierbildes in der Kunst des Paulus Potter. Halle (Saale) 1932.
- Carl Gottlob Mittenzwey: ein Zwickauer Porträtmaler des 19. Jahrhunderts; Verzeichnis seiner Werke anläßlich der Ausstellung im König-Albert-Museum zu Zwickau vom 17. Oktober bis 21. November 1937. Zwickau 1937.
- 25 Jahre König-Albert-Museum, Zwickauer Kreismuseum. König-Albert-Museum, Zwickau 1939.
- Sächsische Barockmöbel, 1700–1770. Deutscher Verein für Kunstwissenschaft, Berlin 1939.